# François Sulpice Beudant
Pour les articles homonymes, voir Beudant.
François Sulpice Beudant, né le 5 septembre 1787 à Paris où il est mort le 10 décembre 1850, est un minéralogiste et géologue français.

## Biographie
François Sulpice Beudant nait à Paris d'un père originaire des Ardennes. Ce dernier disparaît le 21 janvier 1793. Seul survivant de quatorze enfants morts en bas âge, François Sulpice quitte alors avec sa mère la capitale pour se réfugier auprès d'amis, dont Gilles de Laumont, minéralogiste, inspecteur des mines. 
En 1807, Beudant suit les cours de René Just Haüy à l'École impériale des mines. Il est nommé élève à l'École normale à la création de l'école en 1809 mais n'y rentre finalement pas, étant nommé en septembre 1810 professeur de mathématiques spéciales au lycée d'Avignon, puis professeur de physique et de mathématiques spéciales au lycée de Marseille, l'actuel lycée Thiers, en 1812. Il y enseigne jusqu'à ce que Louis XVIII le charge de ramener d'Angleterre la collection minéralogique de Jacques Louis de Bournon en 1814. Il enrichit ensuite cette collection et expérimente la formation de cristaux. Il fait en 1818 un voyage d'exploration scientifique en Hongrie. Il épouse en 1821 la nièce de Jean-Jacques Séverin de Cardaillac, maître de conférences de philosophie à l'École normale. Il obtient en 1822, à la mort de son ancien maître René Just Haüy, la chaire de minéralogie et géologie de la faculté des sciences de Paris. 
En 1823, Beudant se présente pour le remplacement de Lefèvre-Gineau, destitué, à la chaire de physique générale du Collège de France, les deux autres candidats étant Ampère et Fresnel. Beudant est classé en tête par l'assemblée des professeurs du Collège, mais la section de physique de l'Académie des sciences présente Fresnel en tête, après retrait d'Ampère. Malgré les présentations non-concordantes, le ministre nomme Beudant, mais celui-ci demande l'annulation de sa nomination et publie une lettre de démission. C'est finalement Ampère, qui s'étant à nouveau présenté contre Fresnel, obtient la chaire.
Il est élu membre de l'Académie des sciences en 1824. Il démissionne fin 1839 de sa chaire à la faculté des sciences pour devenir inspecteur général des études en 1840. Il est remplacé à la faculté par Gabriel Delafosse.
On lui doit des recherches sur les rapports de la composition chimique des minéraux avec la cristallisation, d'après lesquelles il réforma la classification et la nomenclature minéralogiques. 
Outre un grand nombre de mémoires publiés dans le Recueil de l'Académie des Sciences et les Annales de Chimie, il est l'auteur d'un Traité de minéralogie (1818), d'un Voyage minéralogique en Hongrie (4 volumes, 1822) et d'un Cours des sciences physiques (1821-1824), où se trouve exposé son système de classification. Il a également rédigé la partie minéralogique du Cours élémentaire d'Histoire naturelle publié en collaboration avec Adrien de Jussieu et Henri Milne Edwards.

## Description d'espèces en minéralogie
On lui doit, entre autres, la première description de ces minéraux :
- alunite, 1824 d'après le terme aluminilite
- anglésite, 1832
- aphthalose, 1835 (synonyme d'aphthitalite)
- argyrythrose, 1837 (synonyme de pyrargyrite)
- arsenicite, 1832 (synonyme de pharmacolite)
- azurite, 1824
- barytine, 1824 (synonyme de barite)
- bismuthinite, 1832
- bornine, 1832 (déclassée et renommée tétradymite). Ne pas confondre avec la bornite (Haidenger)
- brucite, 1824
- cassitérite, 1832
- céruse, 1832 (synonyme de cérusite)
- clausthalite, 1832
- cobaltite, 1832
- covellite, 1832
- crocoïte, 1832
- cynose, 1832 (synonyme de chalcanthite)
- dyscrasite, 1832
- élasmose, 1832 (synonyme de nagyagite)
- érinite, 1832 (synonyme de chalcophyllite)
- érythrite, 1832
- fluorine, 1837 (renommée fluorite)
- kérasine, 1832 (synonyme de phosgénite)
- leadhillite, 1832
- mélantérie, 1832 qui deviendra mélantérite en 1850
- mélinose (synonyme de wulfénite)
- mimétite, 1832
- nickéline, 1832
- nickeocre (synonyme d'annabergite)
- panabase, 1832 (synonyme de tétraédrite)
- proustite, 1832
- psaturose, 1832 (synonyme de stéphanite)
- smaltite, 1832
- smithsonite, 1832
- stannite, 1832
- stibine, 1832
- stromeyerite, 1832
- sylvine, 1832
- ziguéline, 1835 (déclassée et renommée cuprite)

## Publications principales

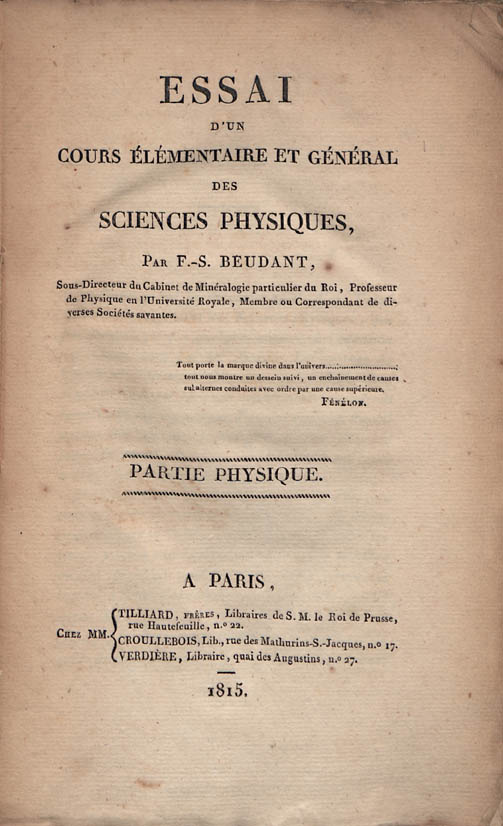
Essai d'un cours élémentaire et général des sciences physiques, 1815.

- Essai d'un cours élémentaire et général des sciences physiques, Paris, Tilliard, 1815 (lire en ligne) (réédition 1828)
- Voyage minéralogique et géologique en Hongrie, pendant l'année 1818 : relation historique, t. premier, Paris, Verdière, 1822 (lire en ligne)
- Voyage minéralogique et géologique en Hongrie, pendant l'année 1818 : relation historique, t. second, Paris, Verdière, 1822 (lire en ligne)
- Voyage minéralogique et géologique en Hongrie, pendant l'année 1818 : relation géologique, t. troisième, Paris, Verdière, 1822 (lire en ligne)
- Voyage minéralogique et géologique en Hongrie, pendant l'année 1818 : atlas, t. quatrième, Paris, Verdière, 1822 (lire en ligne)
- François Sulpice Beudant, Traité élémentaire de minéralogie, t. 1, Paris, Verdière, 1830 (lire en ligne). Texte en ligne sur LillOnum (tome 1 et tome 2)
- Traité élémentaire de physique (4.. 1829, 6.. 1838, deutsch Leipzig 1830)
- Cours élémentaire de minéralogie et de géologie (1841, 12.. Paris 1868, deutsch Stuttgart 1858)

## Famille
Marié à Marie-Hélène Gratienne de Cardaillac, François Sulpice Beudant a deux fils : Amédée Louis (1827-1865), ingénieur des mines, et Léon Charles Anatole (1829-1895), officier de l'Instruction publique, professeur à la Faculté de droit de Paris, doyen honoraire, officier de la Légion d'honneur.

## Hommages
La beudantite fut nommée en son honneur.
Depuis 1863, la rue Beudant lui rend hommage à Paris 17e.